# Adore
Adore ist das vierte Album der Smashing Pumpkins. Bei den Grammy Awards 1999 war es nominiert für die Best Alternative Music Performance.
Es wurde in den USA 1,1 Millionen Mal verkauft.

## Titelliste
1. To Sheila – 4:40
2. Ava Adore – 4:20
3. Perfect – 3:23
4. Daphne Descends – 4:38
5. Once Upon a Time – 4:06
6. Tear – 5:52
7. Crestfallen – 4:09
8. Appels + Oranjes – 3:34
9. Pug – 4:46
10. The Tale of Dusty and Pistol Pete – 4:33
11. Annie-Dog – 3:36
12. Shame – 6:37
13. Behold! The Night Mare – 5:12
14. For Martha – 8:17
15. Blank Page – 4:51
16. 17 – 0:17

## Kommerzieller Erfolg

### Chartplatzierungen
| ChartsChartplatzierungen       | Höchstplatzierung | Wochen |
| ------------------------------ | ----------------- | ------ |
| Deutschland (GfK)              | 3 (22 Wo.)        | 22     |
| Österreich (Ö3)                | 7 (16 Wo.)        | 16     |
| Schweiz (IFPI)                 | 13 (12 Wo.)       | 12     |
| Vereinigte Staaten (Billboard) | 2 (25 Wo.)        | 25     |
| Vereinigtes Königreich (OCC)   | 5 (19 Wo.)        | 19     |

| ChartsJahrescharts (1998) | Platzierung |
| ------------------------- | ----------- |
| Deutschland (GfK)         | 36          |

### Auszeichnungen für Musikverkäufe
| Land/Region                  | Auszeichnungen für Musikverkäufe (Land/Region, Auszeichnung, Verkäufe) | Verkäufe  |
| ---------------------------- | ---------------------------------------------------------------------- | --------- |
| Australien (ARIA)            | Platin                                                                 | 70.000    |
| Belgien (BRMA)               | Gold                                                                   | 25.000    |
| Frankreich (SNEP)            | Gold                                                                   | 100.000   |
| Japan (RIAJ)                 | Gold                                                                   | 100.000   |
| Kanada (MC)                  | 2× Platin                                                              | 200.000   |
| Neuseeland (RMNZ)            | Platin                                                                 | 15.000    |
| Norwegen (IFPI)              | Gold                                                                   | 25.000    |
| Spanien (Promusicae)         | Gold                                                                   | 50.000    |
| Vereinigte Staaten (RIAA)    | Platin                                                                 | 1.000.000 |
| Vereinigtes Königreich (BPI) | Gold                                                                   | 100.000   |
| Insgesamt                    | 6× Gold · 5× Platin ·                                                  | 1.685.000 |